# 刘英才
刘英才（1957年10月—），山东莱芜人，汉族，中国国民党革命委员会党员。中华人民共和国政治人物、第十三届全国人民代表大会山东地区代表。

## 生平
2018年2月24日，当选为第十三届全国人大代表。